# Brian Roberts
Brian Roberts (ur. 3 grudnia 1985 w Toledo) – amerykański koszykarz, występujący na pozycji rozgrywającego.
16 lutego 2016 w ramach wymiany między trzema klubami trafił z Charlotte Hornets do Miami Heat. Już dwa dni później, 18 lutego, nie rozegrawszy w barwach Heat żadnego meczu, został oddany w wymianie do Portland Trail Blazers. 7 lipca 2016 powrócił do klubu Charlotte Hornets. 23 lipca 2017 został zawodnikiem greckiego Olympiakosu Pireus, podpisał 2-letnią umowę, opiewającą na kwotę czterech milionów dolarów.
13 lipca 2018 został zawodnikiem hiszpańskiej Unicaji Málaga.

## Osiągnięcia
Stan na 15 listopada 2018, na podstawie, o ile nie zaznaczono inaczej.
NCAA
- Wybrany do:
  - I składu:
    - Atlantic 10 (2008)
    - debiutantów Atlantic 10 (2005)

  - II składu Atlantic 10 (2006–2007)

Europa
- 3–krotny mistrz Niemiec (2010–2012)
- Wicemistrz Grecji (2018)
- 3–krotny zdobywca pucharu Niemiec (2010–2012)
- Finalista pucharu Grecji (2018)
- Uczestnik rozgrywek:
  - TOP 8 Euroligi (2018)
  - EuroChallenge (2010)

NBA
- Lider NBA w skuteczności rzutów wolnych (2014)[10]